# Codex Boernerianus
De Codex Boernerianus, (Gregory-Aland no. Gp of 012), is een bijbelhandschrift; dat uit de 9e eeuw dateert. Dit manuscript is met unciaal-hoofdletters op perkament geschreven.

## Beschrijving
De gehele Codex Boernerianus bestaat uit 99 bladen (25 x 18 cm). Het bevat de brieven van Paulus met 6 lacunes (Romeinen 1:1-4; 2:17-24; 1 Kor. 3:8-16; 6:7-14; Kol. 2,1-8; Filemon 21-25, Hebreeën).
De Codex Boernerianus is geschreven in Grieks, met een vertaling in het Latijn die tussen de Griekse regels door geschreven is (als Codex Sangallensis 48). Een tweetalig handschrift wordt een "diglot" handschrift genoemd.
De Codex Boernerianus representeert de Westelijke tekst, Kurt Aland plaatste de codex in Categorie III.
Het handschrift is genoemd naar C. F. Börner, in wiens bezit het ooit is geweest.
Tegenwoordig maakt het deel uit van de collectie van de Sächsischen Landesbibliothek (A 145b) in Dresden.

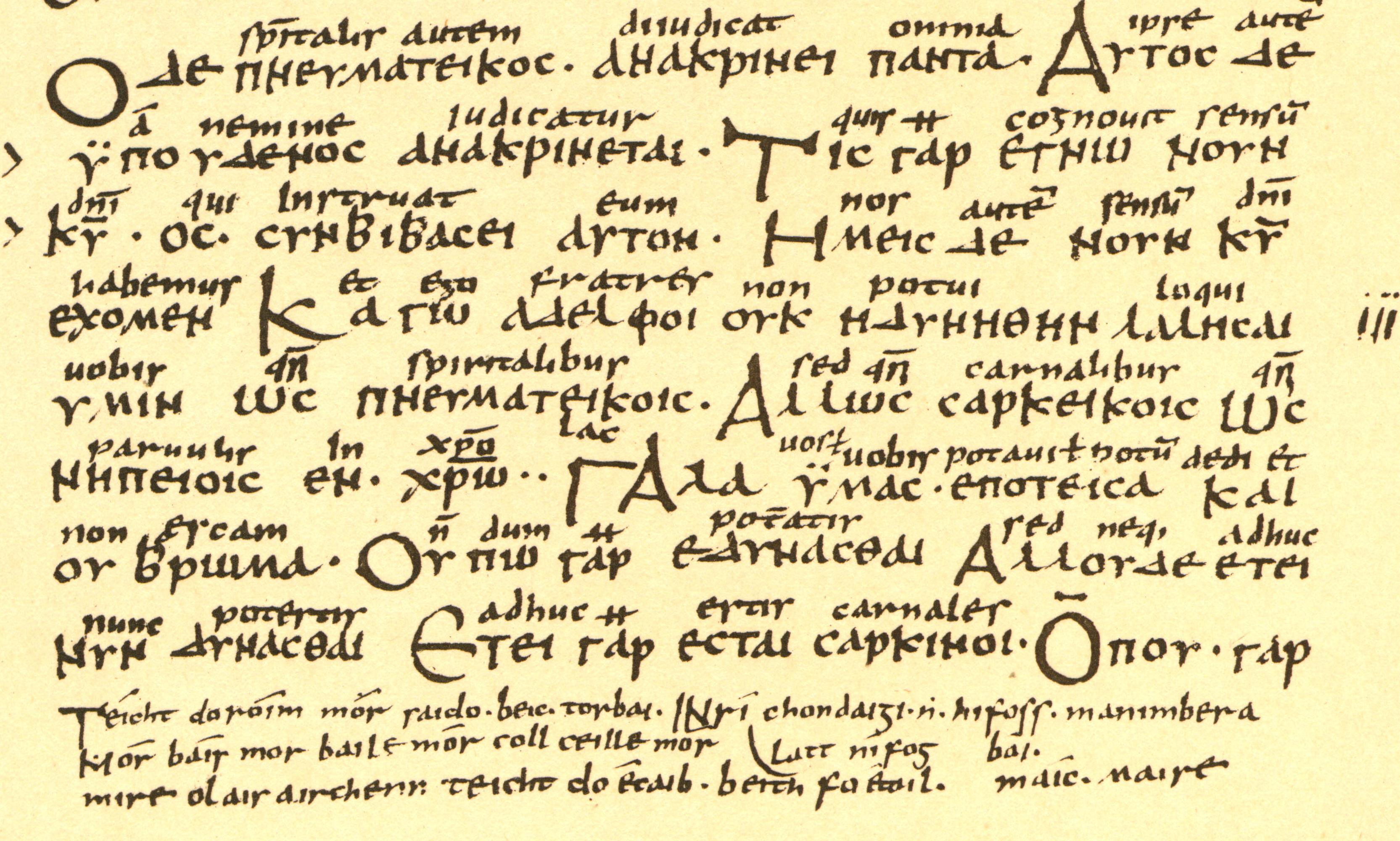
Irish Verse)